# Grassmannià
En matemàtiques, el grassmannià Gr(r, V) és un espai que parametritza tots els subespais vectorials de dimensió r d'un espai vectorial V. Per exemple, el grassmannià Gr(1, V) és l'espai de rectes que passen per l'origen de V, la qual cosa és equivalent a l'espai projectiu d'una dimensió menys que la de V.
Quan V és un espai vectorial real o complex, els grassmannians són varietats suaus i compactes. En general, tenen l'estructura d'una varietat algebraica suau.
El primer tractat sobre un grassmannià no trivial es deu a Julius Plücker, qui estudià el conjunt de rectes en l'espai projectiu tridimensional, i el parametritzà mitjançant el que es coneix avui en dia com a coordenades de Plücker. Els grassmannians reben aquest nom per Hermann Grassmann, qui va introduir el concepte en un àmbit general.
Segons els autors, les notacions poden diferir, amb Gr(V, r) equivalent a Gr(r, V); alguns autors utilitzen Gr(r, n) o Gr(n, r) per denotar el grassmannià de subespais de dimensió r sobre un cert espai vectorial de dimensió n.

## Motivació
Si es dota d'una estructura topològica a una col·lecció de subespais d'un cert espai vectorial, hom pot parlar d'una elecció contínua d'un subespai, o de col·leccions obertes o tancades de subespais; si se'ls dota d'una estructura de varietat diferenciable, hom pot parlar d'eleccions suaus d'un subespai.
Un exemple natural és el dels fibrats tangents de varietats suaus immerses en l'espai euclidià. Suposem que tenim una varietat M de dimensió r immersa en Rn. En cada punt x de M, es pot considerar l'espai tangent a M com un subespai de l'espai tangent de Rn, que és simplement Rr. L'aplicació que envia x al seu espai tangent defineix una altra aplicació de M a Gr(r, n).
Es pot estendre aquesta idea a tots els fibrats vectorials sobre una varietat M, de tal manera que tot fibrat vectorial genera una aplicació contínua que va de M a un cert grassmannià generalitzat (encara que cal demostrar prèviament diversos teoremes d'immersió). Llavors hom pot veure que les propietats d'aquests fibrats vectorials tenen relació amb les propietats de les corresponents aplicacions, vistes com a aplicacions contínues. En particular, es pot veure que els fibrats vectorials que indueixen aplicacions homotòpiques en el grassmannià són isomorfs.

## En dimensió menor
Per r = 1, el grassmannià Gr(1, 3) és l'espai de rectes de l'espai tridimensional que passen per l'origen, la qual cosa és equivalent al pla projectiu.
Per r = 2, el grassmannià és l'espai dels plans que passen per l'origen. En l'espai euclidià tridimensional, un pla que conté l'origen es caracteritza completament per l'única recta que passa per l'origen i que és perpendicular al pla (i viceversa). Per tant, Gr(2, 3) ≅ Gr(1, 3) ≅ P², que és, de nou, el pla projectiu.
El grassmannià més simple que no és un pla projectiu és Gr(2, 4), que es pot parametritzar mitjançant les coordenades de Plücker.

## El grassmannià com a conjunt
Sigui V un espai vectorial de dimensió finita sobre un cos k. El grassmannià Gr(r, V) és el conjunt de subespais vectorials de V de dimensió r. Si V té dimensió n, llavors el grassmannià també es denota per Gr(r, n).
Els subespais vectorials de V són equivalents als subespais vectorials de l'espai projectiu P(V), de tal manera que es pot pensar que el grassmannià és el conjunt de rots els subespais vectorials de P(V). Amb aquesta interpretació, hom acostuma a simbolitzar el grassmannià com Gr(r − 1, P(V)) o Gr(r − 1, n − 1).

## El grassmannià com a espai homogeni
La manera més ràpida de proporcionar una estructura geomètrica al grassmannià és expressar-lo com a espai homogeni. En primer lloc, cal recordar que el grup lineal general GL(V) actua de forma transitiva sobre els subespais de dimensió r de V. Per tant, si H és l'estabilitzador de qualsevol d'aquests subespais per l'acció, tenim:
Gr(r, V) = GL(V)/H.
Si el cos base és R o C i considerem GL(V) com a grup de Lie, aleshores aquesta construcció fa que el grassmannià esdevingui una varietat suau. També és possible emprar altres grups per fer aquesta construcció. Per veure-ho, fixem un producte escalar a V. Sobre R, hom substitueix GL(V) pel grup ortogonal O(V), i restringint a ls marcs ortonormals, hom arriba a la identitat
Gr(r, n) = O(n)/(O(r) × O(n – r)).
En particular, la dimensió del grassmannià és r(n – r).
Sobre C, hom substitueix GL(V) pel grup unitari U(V). Això demostra que el grassmannià és compacte. Aquestes construccions també converteixen el grassmannià en un espai mètric: donat un subespai W de V, sigui PW la projecció de V sobre W. Llavors
{\displaystyle d(W,W')=\lVert P_{W}-P_{W'}\rVert },
on ||⋅|| denota l'operador norma, és una mètrica sobre Gr(r, V). L'elecció d'un producte escalar concret no és rellevant, ja que un altre producte escalar proporcionaria una norma equivalent sobre V i, per tant, una mètrica equivalent.
Si el cos base k és arbitrari i es considera GL(V) com a grup algebraic, llavors aquesta construcció mostra que el grassmannià és una varietat algebraica regular. A partir de l'existència de la immersió de Plücker, n'és una conseqüència que el grassmannià és una varietat algebraica completa. En particular, H és un subgrup parabòlic de GL(V).

## El grassmannià com a esquema
En l'àmbit de la geometria algebraica, el grassmannià es pot construir com a esquema, expressant-lo en forma de functor representable.

### Functor representable
Sigui {\displaystyle {\mathcal {E}}} un feix quasi-coherent sobre un esquema S. Fixem un enter positiu r. Llavors per a cada S-esquema T, el functor grassmannià associa el conjunt de mòduls quocient de
{\displaystyle {\mathcal {E}}_{T}:={\mathcal {E}}\otimes _{O_{S}}O_{T}}
localment lliure de rang r sobre T. Denotem aquest conjunt per {\displaystyle \mathbf {Gr} (r,{\mathcal {E}}_{T})}.
Aquest functor és representable per un S-esquema separat {\displaystyle \mathbf {Gr} (r,{\mathcal {E}})}. Aquest últim és un morfisme projectiu si {\displaystyle {\mathcal {E}}} és finitament generat. Quan S és l'espectre d'un cos k, llavors el feix {\displaystyle {\mathcal {E}}} ve donat per un espai vectorial V, i així es recupera la varietat grassmanniana habitual de l'espai dual de V, és a dir: Gr(r, V∗).
Per construcció, l'esquema grassmannià és compatible amb canvis de base: per a qualsevol S-esquema S′, es té un isomorfisme canònic
{\displaystyle \mathbf {Gr} (r,{\mathcal {E}})\times _{S}S'\simeq \mathbf {Gr} (r,{\mathcal {E}}_{S'})}
En particular, per a qualsevol punt s de S, el morfisme canònic {s} = Spec(k(s)) → S indueix un isomorfisme de la fibra {\displaystyle \mathbf {Gr} (r,{\mathcal {E}})_{s}} al grassmannià habitual {\displaystyle {Gr}(r,{\mathcal {E}}\otimes _{O_{S}}k(s))} sobre el cos residual k(s).

### Família universal
Com que el grassmannià representa un functor, està proveït d'un objecte universal, {\displaystyle {\mathcal {G}}}, que és un objecte de
{\displaystyle \mathbf {Gr} \left(r,{\mathcal {E}}_{\mathbf {Gr} (r,{\mathcal {E}})}\right)},
i per tant un mòdul quocient {\displaystyle {\mathcal {G}}} de {\displaystyle {\mathcal {E}}_{\mathbf {Gr} (r,{\mathcal {E}})}}, localment lliure de rang r sobre {\displaystyle \mathbf {Gr} (r,{\mathcal {E}})}. L'homomorfisme quocient indueix una immersió tancada del fibrat projectiu {\displaystyle \mathbf {P} ({\mathcal {G}})}:
{\displaystyle \mathbf {P} ({\mathcal {G}})\hookrightarrow \mathbf {P} \left({\mathcal {E}}_{\mathbf {Gr} (r,{\mathcal {E}})}\right)=\mathbf {P} ({\mathcal {E}})\times _{S}\mathbf {Gr} (r,{\mathcal {E}})}.
Per a qualsevol morfisme de S-esquemes:
{\displaystyle T\to \mathbf {Gr} (r,{\mathcal {E}})},
aquesta immersió tancada indueix una immersió tancada
{\displaystyle \mathbf {P} ({\mathcal {G}}_{T})\hookrightarrow \mathbf {P} ({\mathcal {E}})\times _{S}T}.
Recíprocament, qualsevol immersió tancada d'aquest tipus prové d'un homomorfisme suprajectiu de OT-mòduls, de {\displaystyle {\mathcal {E}}_{T}} cap a un mòdul localment lliure de rang r. Per tant, els elements de {\displaystyle \mathbf {Gr} (r,{\mathcal {E}})(T)} són exactament els subfibrats projectius de rang r dins
{\displaystyle \mathbf {P} ({\mathcal {E}})\times _{S}T}.
Amb aquesta identificació, quan T = S és l'espectre d'un cos k i {\displaystyle {\mathcal {E}}} ve donat per un espai vectorial V, el conjunt de punts racionals {\displaystyle \mathbf {Gr} (r,{\mathcal {E}})(k)} correspon als subespais vectorials projectius de dimensió r − 1 dins P(V), i la imatge de {\displaystyle \mathbf {P} ({\mathcal {G}})(k)} dins
{\displaystyle \mathbf {P} (V)\times _{k}\mathbf {Gr} (r,{\mathcal {E}})}
és el conjunt
{\displaystyle \{(x,v)\in \mathbf {P} (V)(k)\times \mathbf {Gr} (r,{\mathcal {E}})(k)\mid x\in v\}}.

## La immersió de Plücker
La immersió de Plücker és una immersió natural d'un grassmannià dins d'un espai projectiu:
{\displaystyle \psi :\mathbf {Gr} (r,V)\hookrightarrow \mathbf {P} \left(\wedge ^{r}V\right)}.
Suposem que W és un subespai de V de dimensió r. Per definir ψ(W), escollim una base {w1, ..., wr} de W, i sigui ψ(W) el producte exterior d'aquests elements de la base:
{\displaystyle \psi (W)=w_{1}\wedge \cdots \wedge w_{r}}.
L'elecció d'una base diferent de W resultaria en un producte exterior diferent, però els dos productes diferiran només en un factor escalar no nul (el determinant de la matriu de canvi de base). Com que el segon membre pren valors en un espai projectiu, ψ està ben definida. Per veure que ψ és una immersió, notem que és possible recuperar W a partir de ψ(W) com el conjunt de tots els vectors w tals que w ∧ ψ(W) = 0.
La immersió del grassmannià satisfà uns polinomis quadràtics simples, anomenats relaciosn de Plücker. Aquestes relacions mostren que el grassmannià és una immersió pensada com a subvarietat algebraica de P(∧rV), i proporcionen un altre mètode per tal de construir el grassmannià. Per expressar les relacions de Plücker, escollim dos subespais W i Z de dimensió r de V, amb bases {w1, ..., wr} i {z1, ..., zr}, respectivament. Llavors, per a qualsevol enter k ≥ 0, es té la següent relació en l'anell de coordenades homogènies de P(∧rV):
{\displaystyle {\begin{aligned}0=\psi (W)\cdot \psi (Z)-\sum _{i_{1}<\cdots <i_{k}}&(v_{1}\wedge \cdots \wedge v_{i_{1}-1}\wedge w_{1}\wedge v_{i_{1}+1}\wedge \cdots \wedge \\&\quad \wedge v_{i_{k}-1}\wedge w_{k}\wedge v_{i_{k}+1}\wedge \cdots \wedge v_{r})\cdot (v_{i_{1}}\wedge \cdots \wedge v_{i_{k}}\wedge w_{k+1}\cdots \wedge w_{r})\\\end{aligned}}}.
Quan dim(V) = 4 i r = 2, cas on el grassmannià més simple no és un espai projectiu, l'expressió anterior es redueix a una sola equació. Si es denoten les coordenades de P(∧rV) per X1,2, X1,3, X1,4, X2,3, X2,4, X3,4, llavors tenim que Gr(2, V) ve definit per l'equació
X1,2X3,4 − X1,3X2,4 + X2,3X1,4 = 0.
En un cas general, però, es necessiten més equacions per tal de definir la immersió de Plücker d'un grassmannià dins un espai projectiu.

## El grassmannià com una varietat algebraica afí real
Sigui Gr(r, Rn) el grassmannià dels subespais de dimensió r de Rn. Sigui M(n, R) l'espai de matrius n × n reals. Considerem el conjunt de matrius A(r, n) ⊂ M(n, R) definit per X ∈ A(r, n) si i només si se satisfan les següents tres condicions:
- X és un operador de projecció: X² = X.
- X és simètrica: Xt = X.
- X té traça igual a r: tr(X) = r.

Llavors A(r, n) i Gr(r, Rn) són homeomorfs, amb una correspondència definida enviant X ∈ A(r, n) a l'espai de columnes de X.

## Dualitat
Tot subespai W de dimensió r dins V determina un espai quocient V/W de dimensió (n – r) dins V. Això proporciona la següent successió exacta curta de manera natural:
0 → W → V → V/W → 0.
Prenent el dual en aquests espais i transformacions lineals, tenim una inclusió de (V/W)∗ dins V∗ amb quocient W∗:
0 → (V/W)∗ → V∗ → W∗ → 0.
Emprant l'isomorfisme natural entre un espai vectorial de dimensió finita i el seu bidual, es pot veure que, si es pren l'espai dual del dual, hom recupera la successió exacta curta original. Per tant, hi ha una correspondència biunívoca entre els subespais de V de dimensió r i els subespais de V∗ de dimensió (n – r). En termes del grassmannià, existeix un isomorfisme canònic
Gr(r, V) ≅ Gr(n − r, V∗).
Si s'escull un isomorfisme entre V i V∗, llavors es pot determinar un isomorfisme (no canònic) entre Gr(r, V) i Gr(n − r, V). Un isomorfisme entre V i V∗ és equivalent a escollir un producte escalar, i respecte a aquest producte escalar, aquest isomorfisme de grassmannians envia un subespai de dimensió r en el seu complement ortogonal de dimensió (n – r).

## Cel·les de Schubert
L'estudi detallat dels grassmannians utilitza una descomposició en subconjunts anomenada cel·les de Schubert, concepte introduït en el marc de la geometria enumerativa. Les cel·les de Schubert per Gr(r, n) es defineixen en termes d'una bandera auxiliar: prenem els subespais V1, V₂, ..., Vr, amb Vi ⊂ Vi + 1. Llavors considerem el subconjunt corresponent de Gr(r, n), consistent de W intersecat amb Vi de dimensió almenys i, per i = 1, ..., r. La manipulació de les cel·les de Schubert s'anomena càlcul de Schubert.

### Exemple
Considerem el problema de determinar la característica d'Euler del grassmannià dels subespais de Rn de dimensió r. Fixem un espai unidimensional R ⊂ Rn i considerem la partició de Gr(r, n) en aquells subespais de Rn de dimensió r que contenen R i aquells que no. Els primers són Gr(r − 1, n − 1) i els últims són un fibrat vectorial de dimensió r sobre Gr(r, n − 1). Això resulta en les següents fórmules recurrents:
{\displaystyle {\begin{aligned}\chi _{r,n}&=\chi _{r-1,n-1}+(-1)^{r}\chi _{r,n-1},\\\chi _{0,n}&=\chi _{n,n}=1.\end{aligned}}}
Si hom resol aquesta relació de recurrència, s'obté la fórmula: χr, n = 0 si i només si n és parell i r és senar. Altrament:
{\displaystyle \chi _{r,n}={\lfloor {\frac {n}{2}}\rfloor  \choose \lfloor {\frac {r}{2}}\rfloor }.}

### Anell de cohomologia del grassmannià complex
Tot punt de la varietat grassmanniana complexa Gr(r, n) defineix un r-pla dins l'n-espai. Si es defineix un fibrat d'aquests plans sobre el grassmannià, hom arriba al fibrat vectorial E, que generalitza el fibrat tautològic d'un espai projectiu. Anàlogament, els complements ortogonals de dimensió (n − r) d'aquests plans proporcionen un fibrat vectorial ortogonal F. La cohomologia integral dels grassmannians es genera, com a anell, per les classes de Chern d'E.
Aquests generadors estan subjectes a un conjunt de relacions, que defineixen l'anell. Aquestes relacions són senzilles d'expressar per un nombre gran de generadors, que consisteixen en les classes de Chern d'E i F. Llavors les relacions estableixen que la suma directa dels fibrats E i F és trivial. La functorialitat de les classes de Chern totals permeten escriure aquesta relació com
{\displaystyle c(E)c(F)=1}.
L'anell de cohomologia quàntica fou calculat per Edward Witten. Els generadors són idèntics als de l'anell de cohomologia clàssica, però la relació anterior canvia a
{\displaystyle c_{k}(E)c_{n-k}(F)=(-1)^{n-r}},
la qual cosa reflecteix l'existència en la corresponent teoria quàntica de camps d'un instantó amb 2n zero-modes fermiònics que viola el grau de la corresponent cohomologia corresponent a un estat per 2n unitats.

## Mesura associada
Quan V és l'espai euclidià n-dimensional, hom pot definir una mesura uniforme sobre Gr(r, n) de la següent manera. Sigui θn la mesura de Haar unitària sobre el grup ortogonal O(n) i fixem V a Gr(r, n). Llavors per a un conjunt A ⊆ Gr(r, n), definim
{\displaystyle \gamma _{r,n}(A)=\theta _{n}\{g\in O(n):gV\in A\}}.
Aquesta mesura és invariant per accions del grup O(n), és a dir, γr, n(gA) = γr, n(A) per a tot g de O(n). Com que θn(O(n)) = 1, tenim γr, n(Gr(r, n)) = 1. Addicionalment, γr, n és una mesura de Radon respecte a la topologia de l'espai mètric, i és uniforme en el sentit que tota bola del mateix radi (respecte aquesta mètrica) té la mateixa mesura.

## Grassmannià orientat
Aquesta és la varietat consistent de tots els subespais orientats de Rn de dimensió r. És un recobriment doble de Gr(r, n) i es denota per:
{\displaystyle {\overset {\underset {\textstyle \sim }{}}{\mathbf {Gr} }}(r,n).}
Com a espai homogeni, es pot expressar com:
{\displaystyle SO(n)/(SO(r)\times SO(n-r))}.

## Aplicacions
Les varietats grassmannianes tenen aplicació en tasques de visió artificial basades en reconeixement facial i de formes.
Els grassmannians permeten calcular les amplituds de dispersió de partícules subatòmiques, mitjançant una construcció anomenada amplituedre.
Els grassmannians proporcionen un mecanisme per a la generació d'espais de classificació en l'àmbit de la K-teoria, en especial l'espai de classificació per a U(n). En la teoria d'homotopia d'esquemes, el grassmannià juga un rol similar per a la K-teoria algebraica.